# Francesc Rebled i Sarrà
 Francesc Rebled i Sarrà (n. 9 de novembre de 1970), és un advocat i dirigent esportiu català, que va ser president del Girona FC.
És professor de dret mercantil a la Universitat de Girona, Secretari de la Junta de Govern de l'Il·lustre Col·legi d'Advocats de Girona (ICAG) des de l'any 2010 i membre de la Junta Directiva de l'Associació Catalana de Compliance (COMPCAT), President de la comissió de Dret Mercantil de l'Il·lustre Col·legi d'Advocats de Girona i president de la comissió intercol·legial concursal.

## Dirigent esportiu
El 23 de desembre de 2013 fou nomenat president del Girona CF en substitució de Joaquim Boadas, que havia ocupat el càrrec des del mes d'abril del 2012. En aquells anys el club estava a segona divisiói en concurs de creditors i la gestió de Rebled al capdavant de l'entitat va donar viabilitat a la situació concursal i econòmica de l'entitat. Durant el seu mandat, el Girona va contractar Pablo Machín com a entrenador i Quique Cárcel com a director esportiu.
Va estar en el càrrec fins a la seva dimissió el 27 de març de 2015, enmig de l'operació de venda del club, per part del màxim accionista del Girona FC, Josep Delgado.
El desembre de 2020, Xavi Vilajoana, exdirectiu del FC Barcelona va anunciar que Francesc Rebled s'uniria a l'àrea institucional del seu equip en la seva precandidatura a les XIV eleccions a la presidència del Futbol Club Barcelona.